# Nottingham Forest Football Club 2009-2010

## Stagione
Nella stagione 2009-2010, il Nottingham Forest Football Club ha disputato la Football League Championship, seconda divisione del campionato inglese e le due principali coppe nazionali. Sul fronte allenatori, venne riconfermato lo scozzese Billy Davies.
Il campionato è stato chiuso con un 3º posto. Questo piazzamento ha consentito alla formazione l'accesso ai Play-Off come migliore classificata. Contro ogni pronostico tuttavia, il Forest è stato eliminato dal Blackpool (6ª classificata in stagione regolare) nella semifinale dei play-off, perdendo sia all'andata (2-1 in trasferta) che al ritorno (3-4 in casa). Il Blackpool poi ha ottenuto la promozione in Premier League.
In League Cup è stato eliminato al terzo turno dal Blackburn vincente 1-0 a Nottingham.
In Fa Cup la squadra è stata eliminata al terzo turno dal Birmingham City a Birmingham per 1-0. La partita era il replay della gara giocata a Nottingham e terminata 0-0

## Completi e Sponsor
Lo sponsor tecnico confermato per la stagione 2009-2010 è la Umbro, marchio inglese
di abbigliamento sportivo. Il main sponsor è Victor Chandler.
| Manica sinistra · Maglietta · Maglietta · Manica destra · Pantaloncini · Calzettoni |
| Casa                                                                                |

| Manica sinistra · Maglietta · Maglietta · Manica destra · Pantaloncini · Calzettoni |
| Trasferta                                                                           |

## Rosa
| N. |                        | Ruolo | Calciatore      |
| -- | ---------------------- | ----- | --------------- |
| 1  | Inghilterra (bandiera) | P     | Lee Camp        |
| 2  | Inghilterra (bandiera) | D     | James Perch     |
| 4  | Inghilterra (bandiera) | D     | Luke Chambers   |
| 5  | Inghilterra (bandiera) | D     | Wes Morgan      |
| 6  | Inghilterra (bandiera) | D     | Kelvin Wilson   |
| 7  | Inghilterra (bandiera) | C     | Paul Anderson   |
| 8  | Inghilterra (bandiera) | C     | Lewis McGugan   |
| 9  | Nigeria (bandiera)     | A     | Dele Adebola    |
| 10 | Galles (bandiera)      | A     | Robert Earnshaw |
| 11 | Inghilterra (bandiera) | A     | Nathan Tyson    |
| 12 | Inghilterra (bandiera) | A     | Garath McCleary |
| 14 | Inghilterra (bandiera) | A     | Joe Garner      |
| 15 | Inghilterra (bandiera) | C     | Chris Cohen     |

| N. |                        | Ruolo | Calciatore        |  |
| -- | ---------------------- | ----- | ----------------- |  |
| 16 | Galles (bandiera)      | D     | Chris Gunther     |  |
| 17 | Inghilterra (bandiera) | A     | David McGoldrick  |  |
| 18 | Inghilterra (bandiera) | C     | Paul McKenna      |  |
| 19 | Francia (bandiera)     | C     | Guy Moussi        |  |
| 21 | Inghilterra (bandiera) | P     | Paul Smith        |  |
| 23 | Inghilterra (bandiera) | A     | Dexter Blackstock |  |
| 28 | Polonia (bandiera)     | C     | Radosław Majewski |  |
| 29 | Inghilterra (bandiera) | D     | Julian Bennet     |  |
| 33 | Inghilterra (bandiera) | D     | Joel Lynch        |  |
| 37 | Irlanda (bandiera)     | D     | Brendan Moloney   |  |
| 38 | Inghilterra (bandiera) | P     | Karl Darlow       |  |
| 39 | Inghilterra (bandiera) | D     | Jordan Fairclough |  |